# 東海大学建築都市学部
東海大学建築都市学部（とうかいだいがくけんちくとしがくぶ、School of Architecture and Urban Planning）は、東海大学に設置されている建築と都市に関連する工学に関する学部。初代学部長は建築家の岩﨑克也。建築学科と土木工学科の2学科が設置されている。
なお、関連する大学院については、修士課程は工学研究科建築土木工学専攻が、博士（後期）課程は総合理工学研究科総合理工学専攻に建築・土木コースが置かれている。

## 沿革
- 1937年 財団法人電気通信工学校が設立され、電気通信工学校が東京市芝区に開校
- 1943年 航空科学専門学校が静岡県清水市三保に開校
- 1944年 電波科学専門学校が東京都中野区江古田に開校。その後財団法人電気通信工学校と法人合併
- 1945年 航空科学専門学校と電波科学専門学校を合併し、東海専門学校に改組し、さらに東海科学専門学校に改称。本校は静岡県清水市三保で、分校を東京都府中町に設置。電気通信工学校を東海理工学校と改称
- 1946年 旧制大学令により東海大学が認可され、上記学校を同大学の理工学部に改組
- 1950年 新制大学の東海大学に。理工学部を工学部に改組し、建設工学科を新設
- 1951年 私立学校法施行により学校法人東海大学となる
- 1960年 工学部の建設工学科に建築学、土木工学専攻を新設して改組
- 1963年 大学院工学研究科 設置
- 1964年 工学研究科に建築学専攻修士課程を新設
- 1966年 工学研究科の建築学専攻に博士課程を新設。修士課程を建築学専攻博士課程前期と改称。また土木工学専攻修士課程を新設。建設工学科建築学専攻を建築学科、建設工学科土木工学専攻を土木工学科に改組
- 1968年 工学研究科の土木工学専攻に博士課程を新設。修士課程を土木工学専攻博士課程前期と改称。
- 2005年 東海大学を基幹大学として、九州東海大学、北海道東海大学の三大学による東海大学連合大学院(理工系・博士課程)を設置し、博士後期課程（博士課程）は同大学院に移行のため、建築学専攻および土木工学専攻博士課程前期はそれぞれ修士課程に改称
- 2016年 工学研究科建築学専攻および土木工学専攻は建築土木工学専攻（建築学および土木工学領域）へ改組
- 2022年 建築と都市基盤を総合的に学ぶ学部として建築都市学部誕生。工学部に属する建築学科と土木工学科が同学部に移行する

## 学部組織
建築都市学部
- 建築学科
- 土木工学科

## 大学院
工学研究科修士課程
- 建築土木工学専攻
  - 建築学領域
  - 土木工学領域

総合理工学研究科（博士課程）
- 総合理工学専攻
  - 建築学領域
  - 土木工学領域

## 東海大学建築会
東海大学建築会は1948年（昭和23年）の第1期生からの卒業生らが中心となり、1969年（昭和44年）に設立された大学公認の学科同窓会。創設以来から会員は建築学科の卒業生だけではなく、学生も入学と同時に自動的に建築会の会員となり、教師陣も全員つまり建築学科の全ての在学生、卒業生、教職員、元教職員、建築学科に関わる全ての人が建築会の会員としている。建築会は事務局を建築学科内に置き、学科同窓会として東海大学学園校友会に所属、大学の同窓会とも連携しながら活動している。
東海大学建築会卒業設計賞 (KDA)
東海大学生の卒業設計を公開審査により選出する建築会主催の賞。学科審査とは別に東海大学建築会が主催する卒業設計の審査会。東海大学を卒業し学外で活躍する方々と前年度のKDA最優秀賞受賞者を審査員に迎え、公開で審査する。

## 山田守
逓信建築をリードした山田守は逓信省の同僚であった松前重義の教育理念に賛同してからは学校校舎を設計するなど、航空科学専門学校の開校に協力。逓信省退職後の1951年には東海大学の建築担当理事および工学部建設工学科主任教授に就任した。そして全国各地に建つ分校舎や付属高校の開設による施設設計と建設指揮をとる。特にY字型の校舎とかまぼこ屋根の体育館を数多く生み出している。
東海大学では1966年度から「山田守賞」を人物・学業ともに優れた工学部生に贈っている。